# Compsodrillia acestra
Compsodrillia acestra é uma espécie de gastrópode do gênero Compsodrillia, pertencente à família Pseudomelatomidae.